# NGC 718
NGC 718 (другие обозначения — UGC 1356, MCG 1-5-41, ZWG 412.39, KARA 68, IRAS01506+0357, PGC 6993) — спиральная галактика с перемычкой (SBa) в созвездии Рыбы.
Этот объект входит в число перечисленных в оригинальной редакции «Нового общего каталога».
Используется в классификации галактик Жерара де Вокулёра в качестве примера галактики типа (R')SAB(rs)a.